# Hugo (film)
 For alternative betydninger, se Hugo. (Se også artikler, som begynder med Hugo)
Hugo er en amerikansk 3D Fantasy-Dramafilm, baseret på Brian Selznicks roman The invention of Hugo Cabret om en dreng, der bor alene i en banegård i Paris, og den gådefulde ejer af en legetøjsbutik. Den er instrueret af Martin Scorsese og er produceret af Graham Kings GK Films og Johnny Depps Infinitum Nihil. Filmen har Asa Butterfield, Chloë Grace Moretz, Ben Kingsley, Sacha Baron Cohen, Ray Winstone, Emily Mortimer, Jude Law og Christopher Lee på rollelisten.
Hugo er Martin Scorseses første 3D film; om det sagde han: "Jeg syntes 3D var virkelig interessant, fordi skuespillerene var mere direkte følelsesmæssige. Deres mindste bevægelse, deres mindste hentydning bliver opfanget meget mere præcist." Filmen blev distribueret af Paramount Pictures og fik premiere i USA 23. november 2011. I Danmark havde filmen premiere 15. marts 2012.
Hugo blev nomineret til 11 Oscars og var den film, der fik flest nomineringer ved Oscaruddelingen 2012. Filmen og The Artist vandt flest Oscar. Filmen vandt også to BAFTA priser og var nomineret til tre Golden Globes.

## Produktion
GK Films fik rettighederne til at filmatisere The invention of Hugo Cabret kort efter, bogen udkom i 2007. Hugo blev filmet i Londons Shepperton Studios og i London, Paris og ved Nene Valley Railway ved Peterborough.

## Modtagelse
Hugo har næsten kun modtaget positiv kritik. Roger Ebert fra Chicago Sun-Times gav filmen fire af fire stjerner og sagde at "Hugo ligner ikke nogen anden film Martin Scorsese har lavet og er alligevel muligvis den, der står hans hjerte nærmest: En big-budget, et familieepos i 3D og på flere måder et spejl på hans eget liv. Vi føler, at en stor kunstner har fået kommandoen over de redskaber og ressourcer, han behøver, for at lave en film om – film."
Andrew Pulver fra den britiske avis The Guardian gav filmen fire af fem stjerner og sagde at "Hvor de fleste børnefilm er hæsblæsende og spændende, er Scorseses afdæmpet og endda sørgmodig, og det på trods af de mange svimlende kameravinkler og smarte 3D-effekter". Richard Corliss fra Time Magazine placerede filmen som en af de 10 bedste film fra 2011 og sagde, at "Scorseses kærlighedsdigt, gengivet smukt i 3D, genskaber både en tidlig pioners omdømme og filmens histories storhed – starten på en populær kunstform, der gives nyt liv gennem en mesters anvendelse af de fedeste nye teknikker."

## Medvirkende
- Asa Butterfield som Hugo Cabret
- Chloë Grace Moretz som Isabelle
- Sir Ben Kingsley som Georges Méliès/Papa Georges
- Sacha Baron Cohen som Inspector Gustave Dasté
- Helen McCrory som Jeanne d'Alcy / Mama Jeanne
- Michael Stuhlbarg som René Tabard
- Jude Law som Hugos far
- Ray Winstone som Claude Cabret
- Sir Christopher Lee som Monsieur Labisse
- Emily Mortimer som Lisette
- Frances de la Tour som Madame Emile
- Richard Griffiths som Monsieur Frick
- Marco Aponte som togassistent
- Kevin Eldon som politimand
- Gulliver McGrath som en ung Tabard
- Angus Barnett som en biografmanager
- Ben Addis som Salvador Dalí
- Emil Lager som Django Reinhardt
- Robert Gill som James Joyce

## Eksterne links
- Officiel hjemmeside Arkiveret 3. juli 2015 hos  Wayback Machine
- Hugo på Internet Movie Database (engelsk)
- Hugo på Filmdatabasen
- Hugo på Scope
- Hugo i Svensk Filmdatabas (svensk)
- Hugo i Svensk mediedatabas (svensk)
- Hugo på AlloCiné (fransk)
- Hugo på MovieMeter (nederlandsk)
- Hugo på AllMovie (engelsk)
- Hugo hos American Film Institute (engelsk)
- Hugos profil hos Encyclopædia Britannica Online (engelsk)